# Otto Toeplitz

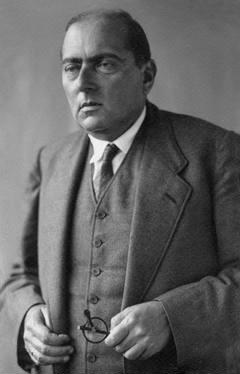
Otto Toeplitz

Otto Toeplitz (geboren am 1. August 1881 in Breslau; gestorben am 15. Februar 1940 in Jerusalem) war ein deutscher Mathematiker jüdischer Herkunft.

## Leben und Werk
Otto Toeplitz stammte aus einer jüdischen Lissaer Familie, die bereits mehrere Mathematiklehrer hervorgebracht hatte. Sowohl sein Vater Emil Toeplitz (geboren am 15. Oktober 1852 in Lissa; gestorben am 22. August 1917 in Breslau) als auch sein Großvater Julius Toeplitz (geboren am 5. Dezember 1825 in Lissa; gestorben am 4. August 1897 in Lissa) unterrichteten Mathematik an einem Gymnasium (Comenius-Gymnasium zu Lissa bzw. Johannesgymnasium Breslau). Sein Vater Emil Toeplitz war zu Beginn des 20. Jahrhunderts Herausgeber des Philologenjahrbuchs Kunzes Kalender. Dieses wurde 1895 von dem deutschen Philologen Karl Kunze, Lissa, (1840–1895) im Auftrag des Deutschen Philologenverbands entwickelt und erscheint seitdem in jährlicher Neuauflage. Otto wuchs in Breslau auf und begann dort nach dem Abitur bei Jacob Rosanes und Rudolf Sturm Mathematik zu studieren. 1905 promovierte er mit einer Arbeit über Algebraische Geometrie. Aus seiner Breslauer Zeit war er mit Max Born und Richard Courant befreundet.
1906 ging Toeplitz nach Göttingen, wo er sich im folgenden Jahr mit der Arbeit Zur Transformation der Scharen bilinearer Formen von unendlichvielen Veränderlichen habilitierte und dann als Privatdozent lehrte. Bei seiner Ankunft war David Hilbert mit seiner Theorie der Integralgleichungen beschäftigt, speziell der Spektraltheorie beschränkter symmetrischer Operatoren, und Toeplitz schrieb mehrere Arbeiten zu diesem Thema (Strukturen der linearen Algebra in der Spektraltheorie, Erfindung der Toeplitz-Operatoren u. a.), wobei er schon mit seinem Studenten Ernst Hellinger zusammenarbeitete, mit dem er sich auch befreundete. 1913 ging er als außerordentlicher Professor an die Christian-Albrechts-Universität zu Kiel. 1920 wurde er dort zum ordentlichen Professor ernannt. Gemeinsam mit Ernst Hellinger stellte Toeplitz in dieser Zeit einen Artikel über Integralgleichungen für die angesehene Enzyklopädie der mathematischen Wissenschaften fertig, der 1927 veröffentlicht wurde. 1928 übernahm Toeplitz als Nachfolger des Geometers Eduard Study einen Lehrstuhl an der Universität Bonn, wo er eine viel höhere Hörerzahl als in Kiel hatte. In Bonn war er mit Felix Hausdorff befreundet.
Die von ihm 1911 eingeführten Toeplitz-Matrizen haben Anwendungen in der Theorie der Fouriertransformation, in der Kristallographie und der Entwicklung schneller Algorithmen. Die Vermutung von Toeplitz (1911), dass jede Jordankurve ein eingeschriebenes Quadrat hat, ist nach wie vor bis auf Spezialfälle offen.

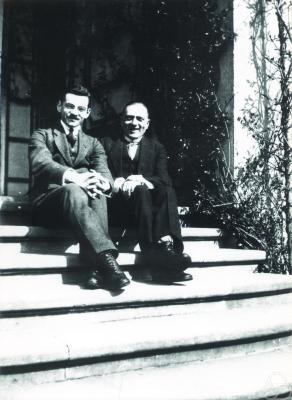
Otto Toeplitz (rechts) mit Alexander Ostrowski

Trotz des rassistischen „Gesetzes zur Wiederherstellung des Berufsbeamtentums“ von 1933 konnte Toeplitz noch bis 1935 lehren. Dann wurde er als Jude seines Amtes enthoben und in den Ruhestand versetzt. Nach seiner Emeritierung arbeitete er als Vorsteher der jüdischen Gemeinde in Bonn und unterrichtete jüdische Schulkinder. Er gründete eine jüdische Schule und organisierte als Leiter der Hochschulabteilung der Reichsvertretung der Juden in Deutschland vor allem die Ausreise jüdischer Studierender in die USA. Fassungslos hielt er die Folge der Absetzungen und der Selbstmorde von Professoren in Karteikarten fest. Anfang Februar 1939 zwang ihn der steigende Verfolgungsdruck, nach dem unter britischer Mandatsverwaltung stehenden Palästina zu emigrieren. Ein Jahr nach der Ausreise verstarb er in Jerusalem.

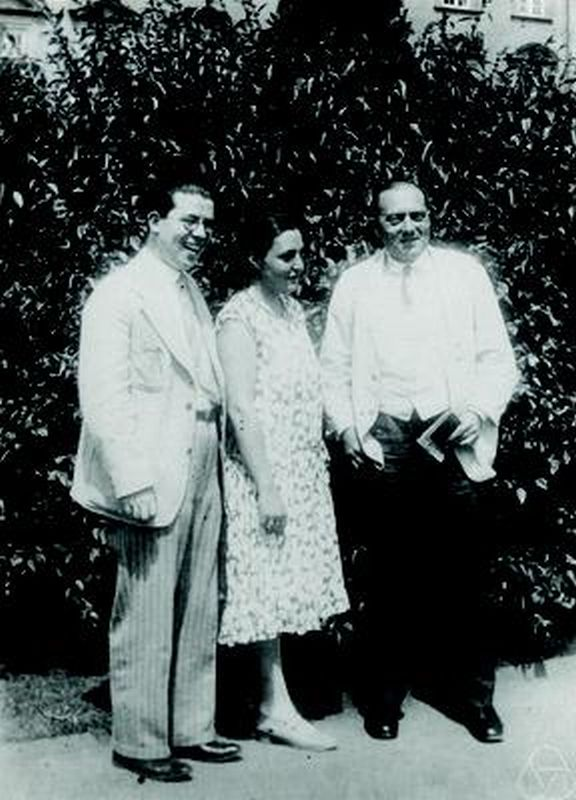
Toeplitz (rechts) mit Gottfried Köthe (links) 1930 in Bonn

In den 1930er Jahren arbeitete er mit seinem Studenten Gottfried Köthe an einer eigenen Theorie unendlich-dimensionaler Räume, da ihm Stefan Banachs Theorie zu abstrakt war. Dazu übertrug er Ideen der endlich-dimensionalen linearen Algebra wie schon in seinen Arbeiten Anfang des Jahrhunderts in Göttingen.
Toeplitz war ein leidenschaftlicher Lehrer und wurde hier und in seinem Interesse für Mathematikgeschichte stark von Felix Klein geprägt. Besondere Ausprägung fand dies in seinem Kolloquium zur Mathematikdidaktik für angehende Lehrer in Kiel. 1926 hielt er auf der Naturforschertagung in Düsseldorf einen seinerzeit viel beachteten Vortrag über den Analysis-Unterricht, wobei er für die historische Methode plädierte, die den Entdeckungsgang nachvollzieht („genetisch“). Er schrieb dazu auch ein Buch über die Geschichte der Analysis: Die Entwicklung der Infinitesimalrechnung. Eine genetische Annäherung (1949 postum auf Deutsch ediert und durch Gottfried Köthe veröffentlicht). Weiterhin interessierte Toeplitz sich für die Beziehung zwischen klassischer griechischer Mathematik und Philosophie und war häufiger Besucher des Mathematik-Seminars in Frankfurt, an dem sein Freund Hellinger seit 1914 arbeitete. Außerdem hatte er schon in Kiel ein eigenes Seminar über griechische Mathematik mit Heinrich Scholz und Julius Stenzel. Mit letzterem und Otto Neugebauer gründete er die Zeitschrift Quellen und Studien zur Geschichte der Mathematik. Mit Heinrich Behnke gründete er 1932 die noch heute bestehenden Mathematischen Semesterberichte, die sich vor allem an Mathematiklehrer richten.
Toeplitz wird von Heinrich Behnke als freundlich, offen (auch gegenüber Kritik) und hilfsbereit beschrieben. Er war sehr an seinen Studenten interessiert, führte mit vielen ausführliche Gespräche in freundschaftlicher Atmosphäre und kannte sie genau.
Mit Hans Rademacher schrieb er 1930 eine weit verbreitete populäre Einführung in die Mathematik Von Zahlen und Figuren, in der u. a. elementare Zahlentheorie, Minima/Maxima-Probleme, Polyeder, Topologie, Vierfarbensatz und Geometrieprobleme wie Kurven konstanten Durchmessers behandelt werden. Das Buch ging aus öffentlichen Vorträgen hervor.

## Familie
Einer seiner Söhne, Uri (Erich) Toeplitz (1913–2006), war von Beruf Flötist und Mitbegründer des Israel Philharmonic Orchestra.

## Schriften
- Toeplitz: Die Entwicklung der Infinitesimalrechnung – eine Einleitung in die Infinitesimalrechnung nach der genetischen Methode. Springer 1949, Herausgeber aus dem Nachlass Gottfried Köthe (auch engl. The calculus – a genetic approach, 1963, Neuauflage von David Bressoud University of Chicago Press 2008).
- Toeplitz, Hellinger: Integralgleichungen und Gleichungen mit unendlich vielen Unbekannten. Chelsea 1953 (reprint des Artikels in der Enzyklopädie der mathematischen Wissenschaften von 1927, Hellinger, Toeplitz: Integralgleichungen und Gleichungen mit unendlichvielen Unbekannten. Online).
- Toeplitz: Zur Theorie der quadratischen und bilinearen Formen von unendlichvielen Variablen. Teil 1, Mathematische Annalen 1911, (Toeplitzmatrizen)
- Hellinger, Toeplitz: Grundlagen für eine Theorie unendlicher Matrizen., Mathematische Annalen 1910
  - Ein kürzerer Aufsatz aus den Nachr.Gött.Akad.Wiss. von 1906, S. 351–356, ist unter: digizeitschriften.de.
- Toeplitz: Zur Theorie der quadratischen Formen von unendlich vielen Veränderlichen. Nachr.Gött.Akad.Wiss. 1910
- Toeplitz: Über das Problem der Universitätsvorlesung der Infinitesimalrechnung... Jahresbericht DMV 1927.